# Australodocus bohetii
Australodocus bohetii és una espècie de dinosaure sauròpode que va viure al Juràssic superior, fa uns 150 milions d'anys en el que actualment és Tanzània.